# Sara Jay

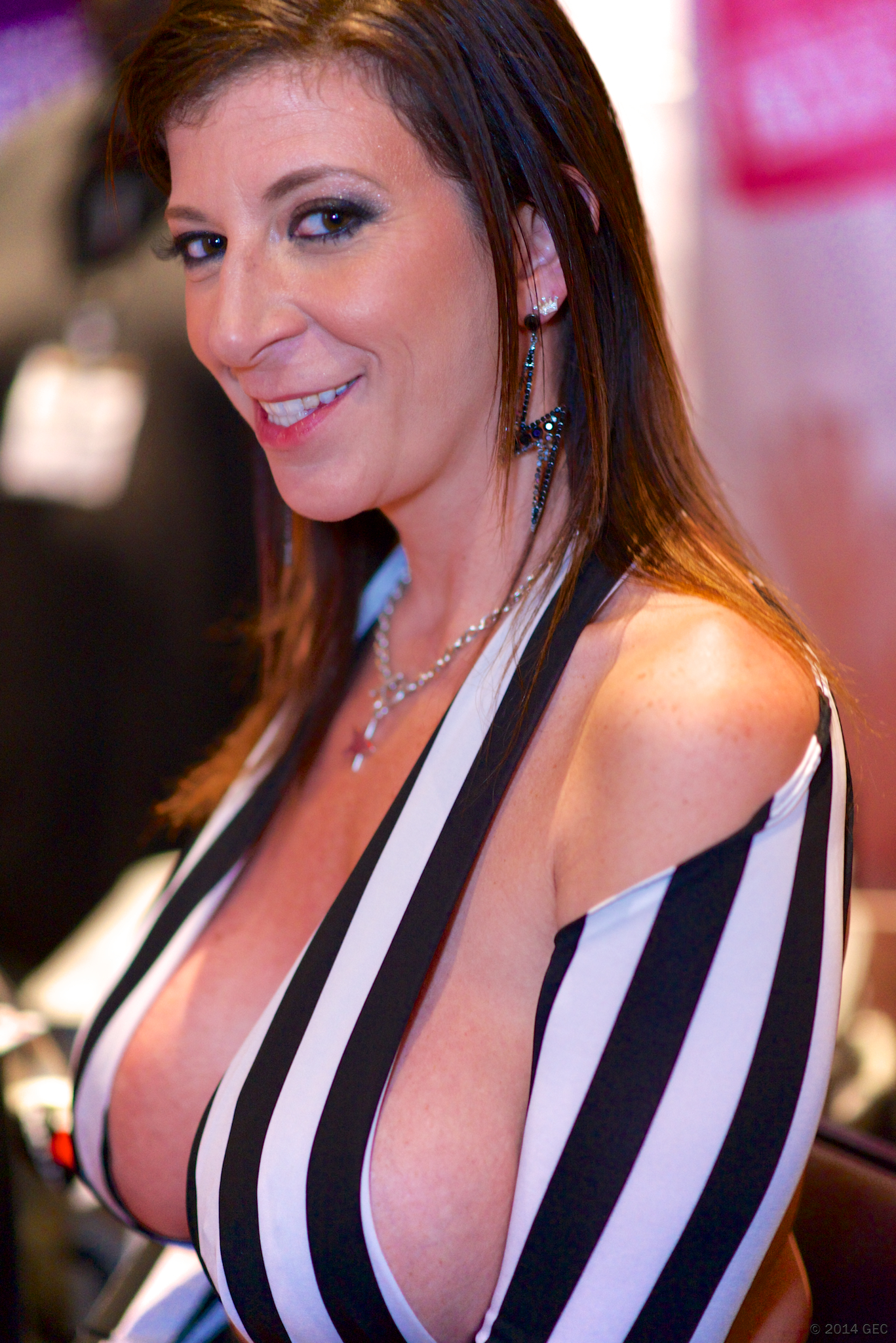
Sara Jay bei der AVN Adult Entertainment Expo (2014)

Sara Jay (* 14. November 1977 als Sara Jay Taylor in Cincinnati, Ohio) ist eine US-amerikanische Pornodarstellerin und Pornoregisseurin.

## Karriere
Sara Jay begann ihre Karriere in der Pornobranche 2001 im Alter von 24 Jahren. Seitdem hat sie laut IAFD in über 240 Filmen mitgewirkt. Sie hat ein Zungenpiercing, vergrößerte Brüste und auf ihrem Rücken hat sie verschiedene Tätowierungen.
Ihre Nische sind „Interracial“- und Milf oder Cougar-Szenen. Im Jahr 2011 wurde sie in die Hall of Fame aufgenommen.
Sie spielte in dem Film Sara Jay Loves Black Cock mit, an dem sie als Darstellerin und Regisseurin beteiligt war.

## Filmografie (Auswahl)
- 2003: Women R Wild: Club Style Atlantic City 1
- 2004: Big Wet Asses 4
- 2005: Rick Savage Big Tit Bondage and Submission
- 2006: Huge Titty Fucking
- 2006–2022: Seduced By a Cougar 30, 34, 39, 43, 44, 46, 48, 51
- 2007: Big Tit Fuckfest
- 2007: Seasoned Players 2
- 2007: Tag Teamed MILFs 5
- 2008: Sara Jay Loves Black Cock
- 2008: Bang Bus 20
- 2008–2011: Mommy Got Boobs 1, 6, 11
- 2008: POV Jugg Fuckers 1
- 2009: Big Ass Fixation 4
- 2009–2015: Fuck a Fan 5, 12, 21, 26
- 2010: Sara Jay in Heat
- 2010: Mother Lovers
- 2011: Mama Likes It Big
- 2011: Titty Fucking Frenzy
- 2012: Titty Creampies 1
- 2013: Big Tits and Blowjobs 3
- 2013: Oil Overload 8
- 2014: 2 Chicks Same Time 16
- 2014: Anaconda Vs Cougars
- 2014: Amazing Asses 17
- 2014: Sara Jay Loves White Chicks & Black Dicks
- 2014–2015: Sara Jay Loves To Fuck: Interracial 1, 2
- 2014: Mean Bitches P.O.V. 9
- 2014: Sara Jay Sucks A Big Black Cock Until It Cums
- 2015: Dick On Demand
- 2015: Sara Jay's Attack Of The Titties
- 2015: Sara's Amazing Blowjobs
- 2015: Lesbian Guilty Pleasures 2
- 2015: Sara Jay Loves To Fuck
- 2015: Sara Jay Likes Her Girls BBW
- 2015: Squirt School
- 2016: Cum in My Twat
- 2016: Sara Jay's Cream Filled Dessert
- 2016: Watching My Mommy Go Black 15
- 2016: FemDom Cuckold Blowjobs
- 2016: In Harmonie with Sara's Pussy
- 2016: MILFs Munching MILFs
- 2016–2023: My First Sex Teacher 50, 57, 59, 64, 72, 85
- 2016: Pussy Persuasion
- 2017: Putting Her Tits To Good Use
- 2018: Big Titty Teachers: Night School!
- 2018: Moms Lick Teens 14
- 2018: Sara Jay's Creampie Recipe
- 2018: Boober
- 2019: Creampied in Budapest
- 2019: Deep Throat That Cock
- 2019: Lucky Client Gets to Fuck Sara Jay
- 2019–2021: My Friend’s Hot Mom 68, 76, 81, 91, 97
- 2019: MILF Mayhem 3
- 2019: The Adventures Of Agent Blonde
- 2020: Lil Humpers
- 2020: Mrs. Creampie 25940
- 2020: Plumber Pounds Sara Jay's Pussy
- 2021: MILF Candy
- 2021: Everyone Loves a Stacked MILF
- 2021: Big Cock Bully 6
- 2021: Momster Tits
- 2021: MILFs Love Chocolate 2
- 2021: Milf Sluts Love Black Dick
- 2021: Interracial Gloryhole Initiations 32
- 2021–2022: Tonight’s Girlfriend 99, 106

## Auszeichnungen & Nominierungen
- 2009: Urban X Award als „Best Interracial Star“
- 2011: Urban X Award „Hall of Fame“
- 2012: NightMoves Award für „Best Boobs (Fan’s Choice)“
- 2017: Aufnahme in die AVN Hall of Fame[1]
- 2019: Urban X Award als Social Media Star of the Year